# 羅荘区
羅荘区（らそう-く）は、中華人民共和国山東省臨沂市に位置する市轄区。

## 行政区画
- 街道:羅荘街道、傅荘街道、盛荘街道、冊山街道、高都街道、羅西街道
- 鎮:沂堂鎮、褚墩鎮、黄山鎮